# Saison 2009 des Mets de New York
La Saison 2009 des Mets de New York est la 48e saison en ligue majeure pour cette franchise. Saison inaugurale pour le Citi Field.

## Intersaison

### Arrivées
- Rocky Cherry, en provenance des Baltimore Orioles.
- Sean Green, en provenance des Seattle Mariners.
- Darren O'Day, en provenance des Los Angeles Angels.
- J.J. Putz, en provenance des Seattle Mariners.
- Tim Redding, en provenance des Washington Nationals.
- Connor Robertson, en provenance des Arizona Diamondbacks.
- Francisco Rodríguez, en provenance des Los Angeles Angels.
- Alex Cora, en provenance des Boston Red Sox.
- Jeremy Reed, en provenance des Seattle Mariners.
- Cory Sullivan, en provenance des Colorado Rockies.
- Gary Sheffield, en provenance des Detroit Tigers.

### Grapefruit League
Basés au Tradition Field à Port Sainte-Lucie en Floride, le programme des Mets comprend 34 matches de pré-saison entre le 25 février et le 2 avril.
La pré-saison s'achève par deux matches, le 3 et le 4 avril, face aux Red Sox de Boston au Citi Field, nouvelle enceinte des Mets.

## Saison régulière

### Classement
| Ligue nationale (Division Est) | V  | D   | %    | GB |
| ------------------------------ | -- | --- | ---- | -- |
| Phillies de Philadelphie       | 93 | 69  | .574 | -- |
| Marlins de la Floride          | 87 | 75  | .537 | 6  |
| Braves d'Atlanta               | 86 | 76  | .531 | 7  |
| Mets de New York               | 70 | 92  | .432 | 23 |
| Nationals de Washington        | 59 | 103 | .364 | 34 |

### Résultats

#### Avril
L'ouverture se déroule à Cincinnati le 6 avril face aux Reds.